# Jeunes pionniers de Chine

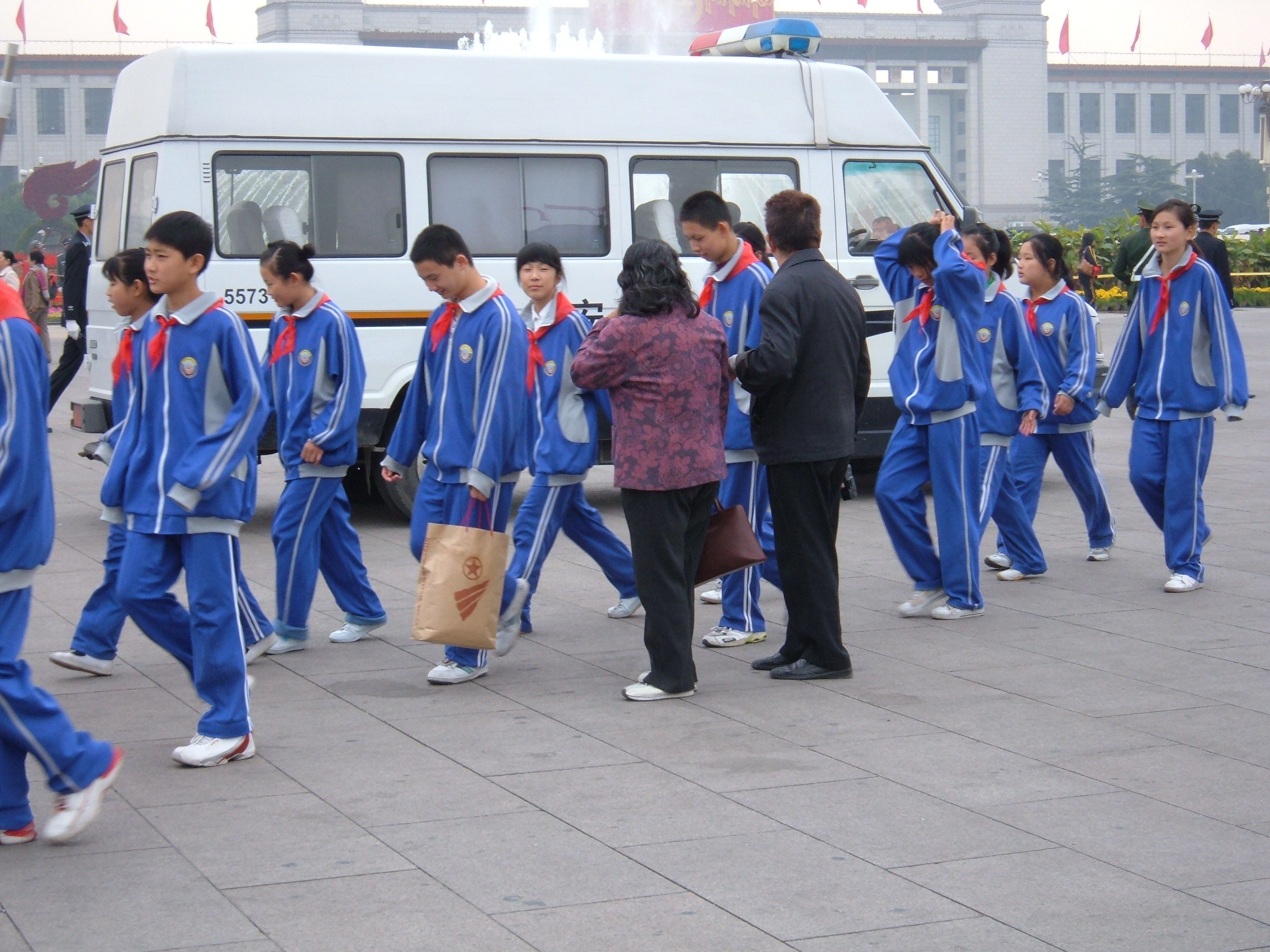
Un groupe de Jeunes pionniers sur la Place Tian'anmen

Les Jeunes pionniers de Chine (中国少年先锋队 ; 中國少年先鋒隊 ; Zhōngguó shàonián xiānfēngduì; abbr. 少先队 ; 少先隊 ; shàoxiānduì) est un mouvement de jeunesse pour les enfants de la République populaire de Chine. Les Jeunes pionniers de Chine sont dirigés par la Ligue de la jeunesse communiste chinoise, une organisation pour les jeunes plus âgés et qui est elle-même sous l'égide du Parti communiste chinois. Les Jeunes pionniers de Chine est comparable aux autres mouvements des pionniers qui existent ou ont existé dans la plupart des pays communistes dans le monde.

## Histoire
Le mouvement des Jeunes et enfants de Chine (中国少年儿童队 ; 中國少年儿童隊 ; Zhōngguó shàonián értóng duì) a été créé le 13 octobre 1949 par le Parti communiste chinois et a pris son nom actuel en juin 1953. Entre sa fondation en 1921 et la fondation de la République populaire de Chine en 1949, le Parti communiste chinois a lancé plusieurs autres mouvements de jeunesse.
Pendant la Révolution culturelle (1966-1976), le mouvement des Jeunes pionniers est renommé « Petits gardes rouges », équivalent pour la jeunesse des Gardes rouges, exécuteurs de la Révolution culturelle. Le nom de « Jeunes pionniers » est restauré en octobre 1978.

## Membres
Les Jeunes pionniers sont constitués d'enfants âgés de 6 à 14 ans. À l'âge de 14 ans, les membres sont automatiquement exclus des Jeunes pionniers et peuvent rejoindre la Ligue de la jeunesse communiste chinoise.
La plupart des élèves des écoles primaires sont des Jeunes pionniers à leur sortie de l'école. En 2002, le nombre de Jeunes pionniers est estimé à 130 millions;

## Organisation
D'après la constitution des Jeunes pionniers, chaque école ou village organise un grand détachement (大队 ; 大隊; dàduì), qui est divisé en moyens détachements (中队 ; 中隊; zhōngduì) qui correspondent chacun à une classe, qui est encore divisé en petits détachements (小队 ; 小隊; xiǎoduì) qui contiennent chacun quelques membres.
Chaque petit détachement a un chef et un chef-assistant. Chaque moyen détachement est dirigé par un comité constitué de trois à sept membres. Enfin, chaque grand détachement est dirigé par un comité de trois à sept membres. Les dirigeants adultes sont choisis à la fois par la Ligue de la jeunesse communiste chinoise et l'équipe pédagogique locale.

## Constitution
La constitution est officiellement adoptée le 1er juin 1954 le jour international des enfants. Elle a depuis été amendée à de nombreuses reprises.

## Symboles

### Drapeaux
D'après la constitution des Jeunes pionniers, le drapeau est rouge, symbolisant la victoire de la Révolution. L'étoile à 5 branches centrale symbolise la direction du parti communiste, tandis que la torche symbolise la luminosité sur la voie du communisme.

Le drapeau d'un grand détachement est de 90x120 cm, alors que le drapeau d'un détachement moyen est de 60x80 cm, avec un triangle isocèle (60x20 cm) supprimé de la partie droite du drapeau. Le triangle enlevé correspond au foulard rouge porté par les Jeunes Pionniers.

Drapeau de grand détachement
Drapeau de détachement moyen

### Emblème
L'emblème est constitué de l'étoile, la torche et une bannière sur laquelle est inscrit « Jeunes pionniers de Chine ».

### Foulard
Le foulard rouge (红领巾 ; hónglǐngjīn) est le seul élément d'uniforme. Les Jeunes pionniers sont souvent appelés les « Foulards rouges ». Lors de la cérémonie d'investiture les nouveaux membres reçoivent leur foulard rouge de la part des membres actuels. Les enfants portant un foulard rouge est une vision omniprésente en Chine.
Le foulard rouge est généralement attaché autour du cou. Certains groupes locaux ont également d'autres objets d'uniforme.
La constitution des Jeunes pionniers explique que le foulard correspond au triangle manquant sur le drapeau des moyens détachements. La constitution explique également que le rouge du foulard vient du sang versé par les martyrs de la Révolution, et que tout membre doit arborer fièrement le foulard.

### Salut, Slogan, Conduite, Engagement
Le salut des Jeunes pionniers consiste à plier le bras droit et d'élever la main droite juste au-dessus de la tête, la paume vers le bas à plat et en face, et les doigts ensemble. Il symbolise le fait que les intérêts du peuple remplacent tout.
Le slogan est :
- Sinogramme : 准备着，为共产主义事业而奋斗!
- Pinyin : Zhǔnbèizhe, wèi gòngchǎnzhǔyì shìyè ér fèndòu
- Traduction : « Soyez prêts, à lutter pour la cause du Communisme! »

La réponse est :
- Sinogramme : 时刻准备着!
- Pinyin : zhǔnbèizhe!
- Traduction : « Toujours prêt! »

La conduite stipulée par la constitution est définie ainsi :
- Sinogramme : 诚实、勇敢、活泼、团结
- Pinyin : chéngshí, yǒnggǎn, huópō, tuánjié
- Traduction : « Honnêteté, Courage, Vivacité, Unité »

L'engaement des Jeunes pionniers est :
- Sinogramme : 我是中国少年先锋队队员。我在队旗下宣誓：我热爱中国共产党，热爱祖国，热爱人民，好好学习，好好锻炼，准备着：为共产主义事业贡献力量。
- Pinyin : Wǒ shì Zhōngguó Shàonián Xiānfēngduì duìyuán. Wǒ zài Duìqí xià xuānshì: wǒ rè'ài Zhōngguó Gòngchándǎng, rè'ài zǔguó, rè'ài rénmín, hǎohǎo xúexí, hǎohǎo duànliàn, zhǔnbèizhe: wèi gòngchǎnzhǔyì shìyè gòngxiàn lìliàng.
- Traduction : « Je suis membre des Jeunes pionniers de Chine. sous le drapeau des Pionniers je promets que : j'aime le Parti communiste chinois, la mère patrie y le peuple ; je vais bien étudier et bien m'exercer, pour me préparer à faire contribuer mes efforts à la cause du Communisme. »

### Chanson
La chanson des Jeunes pionniers est Nous sommes les héritiers du communisme (我们是共产主义接班人 ; Wǒmen shì Gòngchǎnzhǔyì Jiēbānrén). Il s'agit du thème original d'un film de 1961 (英雄小八路 ;Yīngxióng Xiǎo Bālù) sur la seconde crise du détroit de Taïwan en 1958 et l'histoire vraie d'enfants qui sont restés à la frontière côtière du Fujian pour aider l'effort de guerre contre le Kuomintang. Il est possible d'écouter cette chanson ici.